# Siegfried Helias

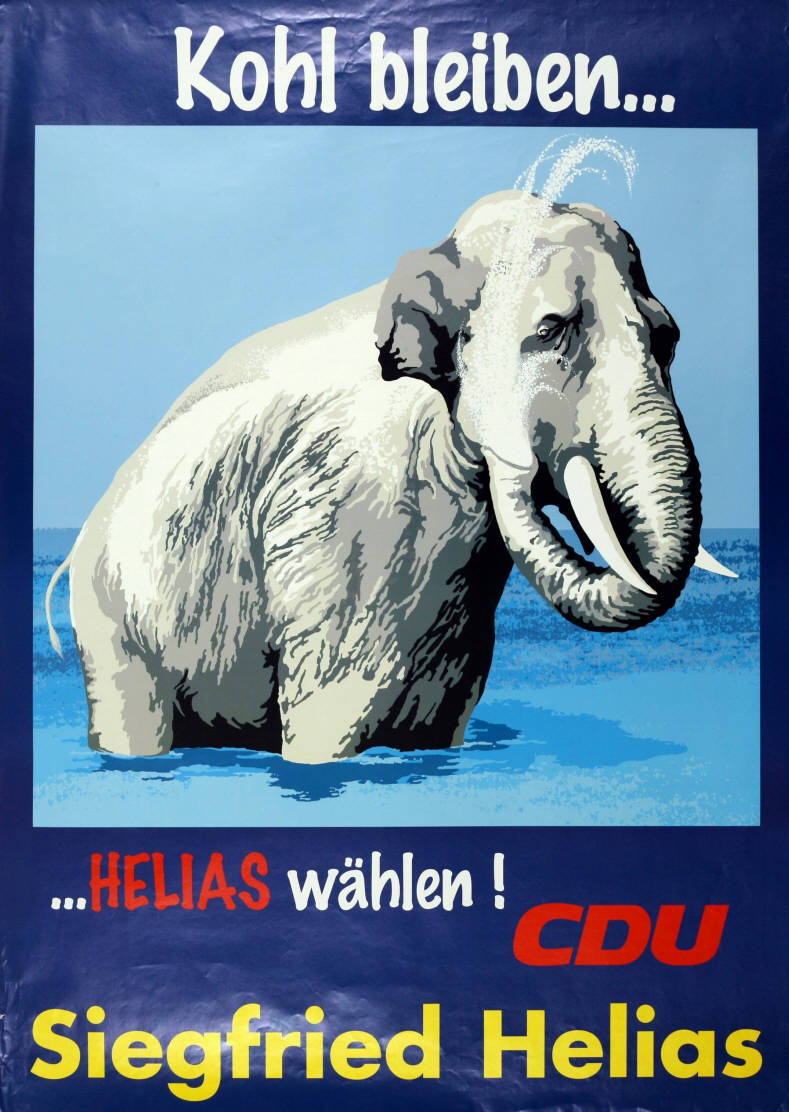
Kandidatenplakat Siegfried Helias’ zur Bundestagswahl 1998

Siegfried Helias (* 28. Dezember 1943 in Elsterwerda) ist ein deutscher Politiker (CDU).

## Leben und Beruf
Nach dem Besuch der Hauptschule und der Kaufmännischen Berufsschule absolvierte Helias eine Ausbildung zum Friseur, die er 1963 mit der Gesellenprüfung und 1967 schließlich mit der Meisterprüfung beendete. In seinem erlernten Beruf war er jedoch nicht lange tätig und nahm schon 1968 eine Tätigkeit in der Werbebranche auf. Seit 1976 ist er freiberuflicher Kommunikationsberater und selbständiger Friseur. Seit ihrer Gründung im Jahre 2004 bis Ende 2012 war Helias Vorstandsvorsitzender der City Stiftung Berlin, im Januar 2013 übernahm er dort den Vorsitz des Kuratoriums. Helias ist verheiratet und hat eine Tochter.

## Politik
Helias trat 1981 in die CDU ein. Ab 1982 war er Vorsitzender des CDU-Verbandes Charlottenburg-Nord und von 2000 bis 2002 außerdem Schatzmeister des CDU-Landesverbandes Berlin. Helias gehörte von 1985 bis 1998 dem Abgeordnetenhaus von Berlin an. Hier war er zuletzt Vorsitzender des Ausschusses für Arbeit, Berufliche Bildung und Frauen. Von 1998 bis 2005 war er Mitglied des Deutschen Bundestages und dort von 2002 bis 2005 Vorsitzender der deutsch-zypriotischen Parlamentariergruppe. Er zog stets über die Landesliste Berlin in den Bundestag ein.
2025 wurde Helias das Bundesverdienstkreuz am Bande verliehen.